# Hyundai i30

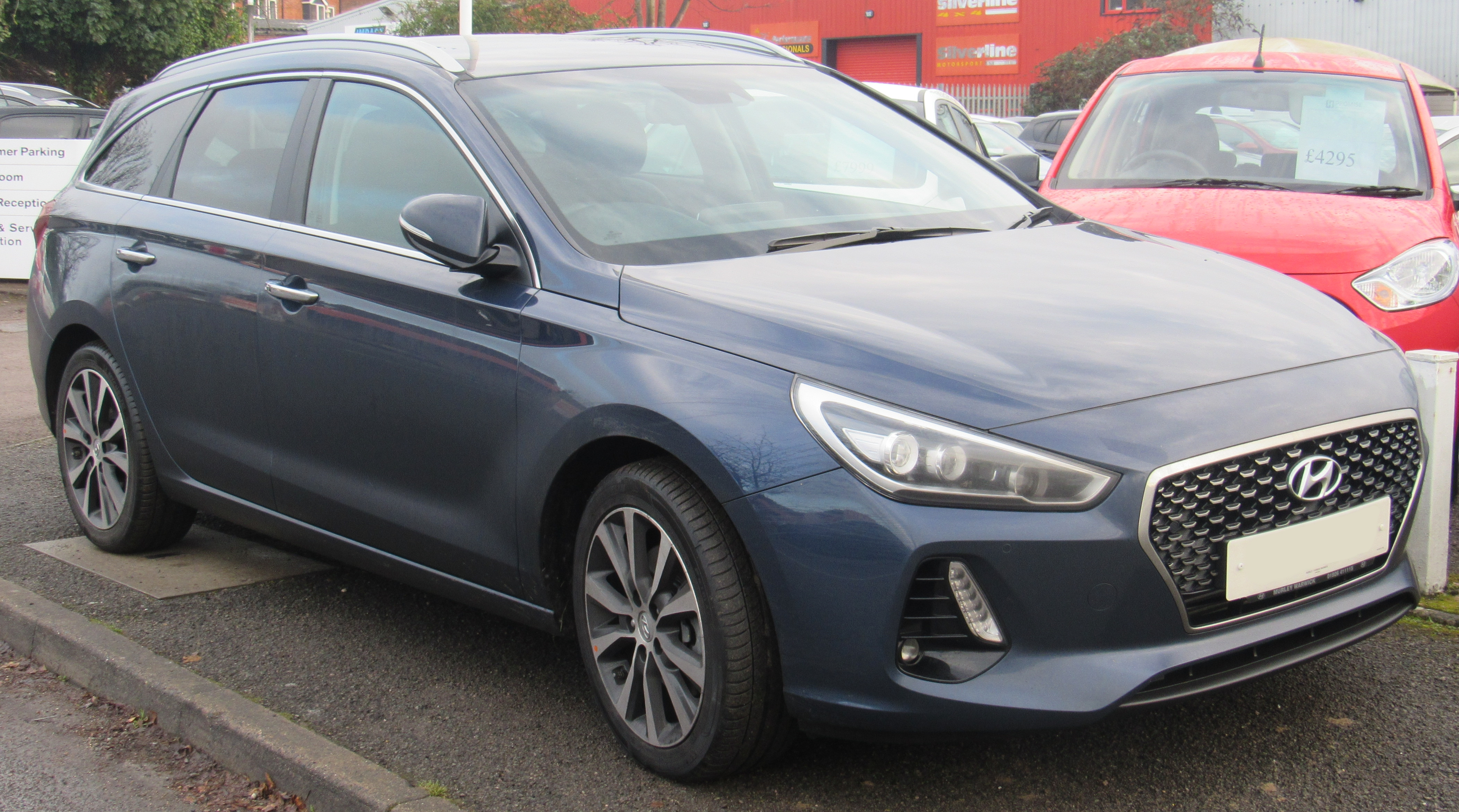
Hyundai i30 III

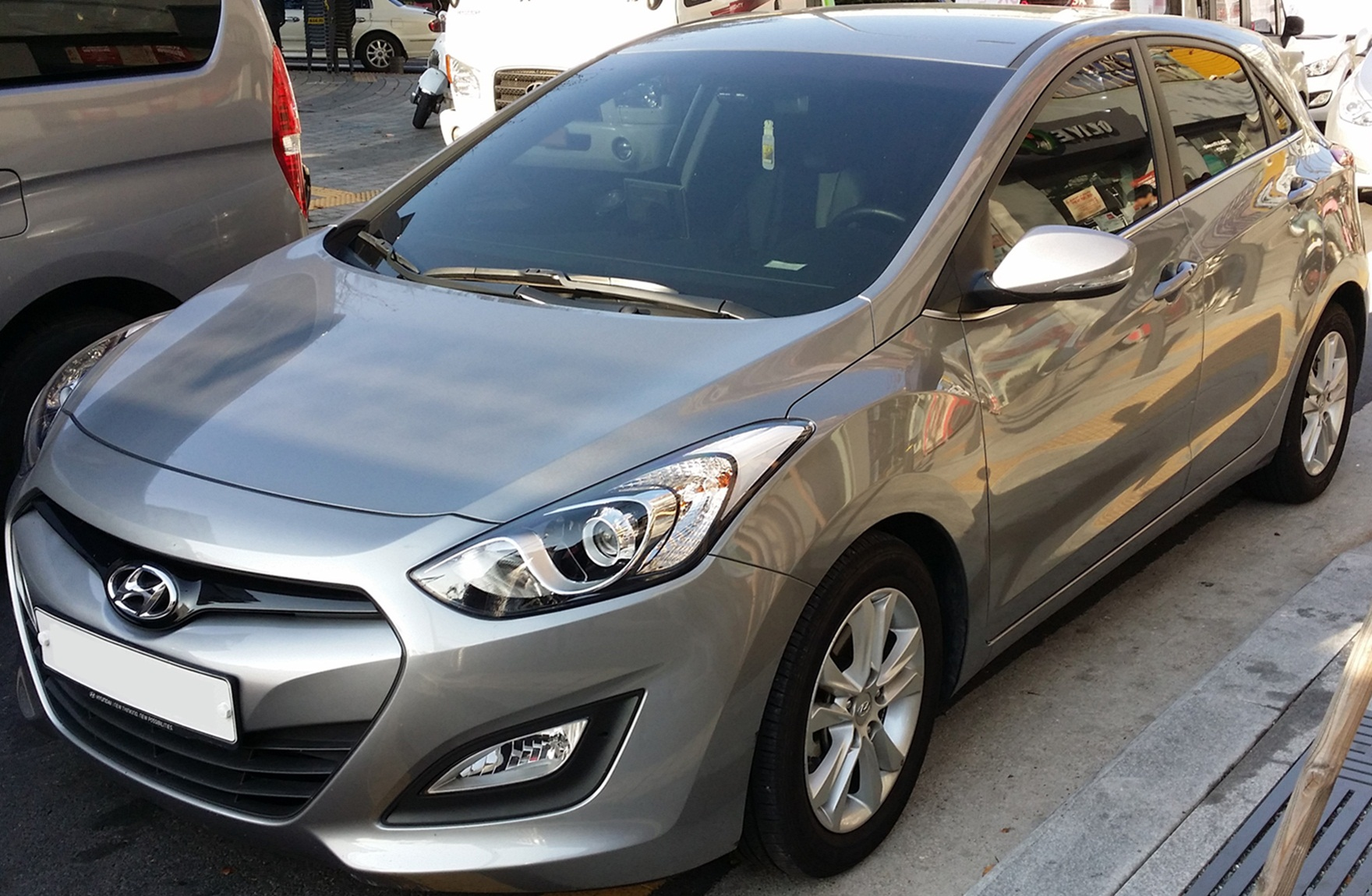
Hyundai i30 II

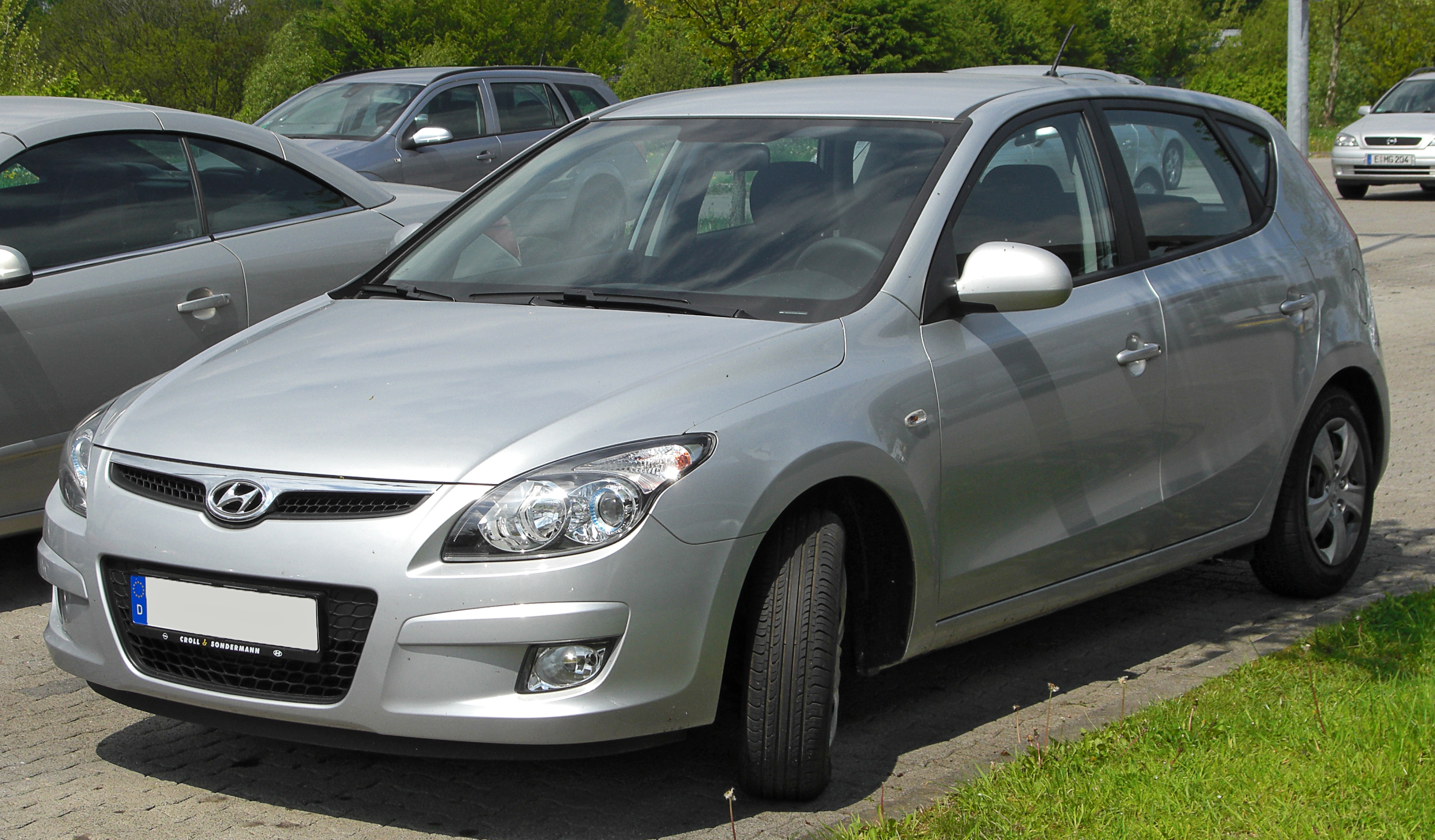
Hyundai i30 I

Hyundai i30 är en bilmodell i den övre golfklassen, tillverkad av Hyundai, som presenterades i mitten av 2007 och då ersatte Elantramodellen på den europeiska marknaden. 
Designmässigt inledde i30 ett nytt skede för det koreanska bilmärket och även namnmässigt innebär introduktionen av modellen att Hyundai nu börjar med bokstäver och siffror istället för namnbeteckningar. Tekniskt delar i30 bottenplatta med koncernkollegan Kias modell cee'd. Modellen har helt utvecklats för den europeiska marknaden och tillverkas, förutom i Korea, även i en ny fabrik i Nošovice i Tjeckien. Vid introduktionen erbjöds modellen endast som femdörrars halvkombi, men i april 2008 började även i30 kombi att säljas. Kombimodellen säljs som Elantra Touring på den nordamerikanska marknaden.
I krocktest utförda av EuroNCAP 2007 fick Hyundai i30 fyra stjärnor av fem för skydd av vuxna åkande. Efter vissa modifieringar för att förbättra skydd för förarens lår och knän krocktestades bilen igen 2008 och fick då fem stjärnor för skydd för vuxna åkande (samt fyra stjärnor för skydd av barnpassagerare och två stjärnor för fotgängarskydd)

## Motorer
- 1.4  (1396 cc) 16 V I4; 109 hk (80 kW)
- 1.6  (1591 cc) 16 V I4; 122 hk (90 )
- 2.0  (1975 cc) 16 V I4; 143 hk(105 kW)
- 1.6 CRDi (1582 cc) 16 V diesel I4; 90 hk (66 kW)
- 1.6 CRDi (1582 cc) 16 V diesel I4; 115 hk (85 kW)
- 2.0 CRDi (1991 cc) 16 V diesel i4; 140 hk (103 kW)